# Kepler-104b
Kepler-104b es el primer exoplaneta descubierto alrededor de la estrella Kepler-104, ubicada en la constelación de Lyra. Su hallazgo se confirmó en 2014, después de que el Telescopio Espacial Kepler detectase varios tránsitos del objeto frente a su estrella. Su tamaño, de aproximadamente 3,1 radios terrestres (R⊕), se sitúa muy por encima del límite teórico establecido por los expertos, por lo que la probabilidad de que se trate de un planeta de tipo minineptuno es muy elevada.
El sistema Kepler-104 cuenta con otros dos exoplanetas confirmados, Kepler-104c y Kepler-104d, de 3,12 y 3,47 R⊕, respectivamente. El primero tiene una órbita más corta y el segundo una más amplia. Estos tres objetos son los únicos descubiertos en el sistema tras la actualización del catálogo de exoplanetas confirmados de la NASA del 19 de noviembre de 2015.

## Características
Kepler-104 es una enana amarilla tipo G, con una masa de 0,81 M☉ y un radio de 1,35 R☉. Su metalicidad (-0,777) es muy inferior a la del Sol, lo que parece indicar una escasez de elementos pesados ocho veces menor a la del Sol (es decir, todos excepto el hidrógeno y el helio). Kepler-104c, con un semieje mayor de 0,094 UA, está demasiado cerca de su estrella como para superar el límite de anclaje. Por tanto, es probable que tenga un hemisferio diurno y otro nocturno.
El radio observado del planeta es de 3,10 R⊕, muy por encima del límite de 1,6 R⊕ que separa a los planetas telúricos de los de tipo minineptuno. Si la composición del objeto fuera similar a la de la Tierra, su masa sería de 5,85 M⊕ y su gravedad un 6 % superior a la terrestre.
Aunque Kepler-104 es una enana amarilla de tipo G, Kepler-104b completa una órbita en torno a ella cada once días y medio.
Por sus características, Kepler-104b pertenece a la categoría de no-habitable en la clasificación térmica de habitabilidad planetaria del PHL. En el improbable caso de que su perfil real permita la existencia de algún tipo de vida, sería ubicado en el rango de los hipertermoplanetas como consecuencia de sus altas temperaturas. El mismo laboratorio asigna un IST de 0,21 al objeto, un HZD de -2,33, un HZC de 2,57 y un HZA de -0,87.
Kepler-104b es el primer exoplaneta encontrado en el sistema Kepler-104. Poco después se descubrieron Kepler-104c y Kepler-104d, de 3,12 y 3,57 R⊕, respectivamente.